# Полосатая земляная белка
Полосатая земляная белка (лат. Euxerus erythropus) — вид грызунов из трибы Xerini семейства беличьих. Традиционно рассматривался в роде Xerus; в 2015 году был выделен в монотипический род Euxerus, отличающийся от Xerus и Geosciurus строением нуклеотидных последовательностей и по морфологии черепа и зубов.
Вид широко распространён в Африке от Марокко до Кении и Уганды. Обитает в лесах, чаще во вторичных, саваннах, мангровых зарослях и буше на высоте до 2450 м над уровнем моря.
Тело длиной от 22 до 29 см, длина хвоста от 18 до 27 см, масса тела от 500 до 1000 граммов. Мех очень гладкий, жёсткий, без подшёрстка. Окраска меха сверху песчано-коричневого, а снизу беловато-серого цвета. С обеих сторон имеется одна короткая белая полоса. Хвост серо-коричневый, пушистый. Морда удлинённая и плоская. Лапы сильные, с длинными когтями, приспособленными для рытья земли.
Обычно роет свою нору длиной до двух метров с множеством ответвлений, но может использовать термитники или природные котловины между скалами или углубления под корнями деревьев. Активна днём. Питается корнями растений, опавшими плодами, семенами, орехами, стручками акаций и животной пищей.
Спаривание происходит в марте-апреле. Период беременности длится около 4 недель. Самка рождает 3—4 детёнышей.